# ویلفرد وایت
ویلفرد وایت (انگلیسی: Wilfred White; ۱ ژانویهٔ ۱۹۰۵ – ۱ ژانویهٔ ۱۹۹۵) سوارکار اهل بریتانیا بود.